# كاري بيلي
كاري بيلي (بالإنجليزية: Carey Bailey) هو لاعب كرة قدم أمريكية أمريكي، ولد في 16 يناير 1969.